# Илия Маказлиев
Илия Маказлиев е български и революционер, струмишки войвода на Вътрешната македоно-одринска революционна организация.

## Биография
Роден е в гевгелийското село Мачуково или в Струмица. Учи в град Струмица, след което завършва Скопското българско педагогическо училище, където влиза във ВМОРО. Работи като български учител в Струмица, село Дабиля, Струмишко (1899), село Конче, Радовишко, село Русиново, Малешевско. Семейната къща на Маказлиеви в Струмица е революционен център. Помощник е на струмишкия ръководител на ВМОРО Стоян Георгиев. След Солунската афера в 1901 година не позволява на четата на Петър Юруков и Михаил Герджиков да отвлече за откуп турски бей, за да не се предизвика нова афера в района. По време на Новоселската афера в 1901 година по обвинение, че е член на революционния комитет и е събирал пари от населението за купуване на оръжие е затворен заедно със Стоян Георгиев, Андон Лазаров и свещениците Стойчо Димитров (1840 – 1926) и Иван Георгиев.
В 1902 година е назначен от Гоце Делчев за струмишки войвода, като първоначално в четата му влизат Евтим Костурлиев, Христо Димитров, Иван Месара и Банскалийчето. Загива в сражение с турски войски в планината Асанлия над радовишкото село Смиланци през февруари 1903 година или във втората половина на 1902 година.